# Équipe du Brésil féminine de water-polo
L’équipe du Brésil de water-polo féminin est la sélection nationale représentant le Brésil dans les compétitions internationales de water-polo féminin. 
Elle participe pour la première fois aux Jeux olympiques lors des Jeux olympiques d'été de 2016 à Rio de Janeiro.